# Нічний портьє (фільм)
Нічний портьє (італ. Il portiere di notte) — італійська психологічна воєнна драма 1974 року. Режисером і одним з авторів сценарію є Ліліана Кавані, у головних ролях — Дірк Богард і Шарлотта Ремплінг. У ролях другого плану знімались Філіп Леруа, Габріеле Ферцетті та Іза Міранда. Дія фільму відбувається у Відні в 1957 році, в центрі сюжету — садомазохістські стосунки між колишнім офіцером нацистського концтабору (Богард) і однією із його в'язнів (Ремплінг).
Експлуатація тематики сексуальної та садомазохістської одержимостей у фільмі, як і використання образів Голокосту, викликали достатньо суперечливі відгуки після першого виходу фільму. Критики розділились в оцінках художньої цінності стрічки, але з часом вона отримала статус культової. У липні 2018 року фільм було відібрано для показу в програмі «Венеційська класика» на 75-му Венеційському міжнародному кінофестивалі.

## Сюжет
Під час Другої світової війни між офіцером СС Максиміліаном Тео Альдорфером, який видавав себе за лікаря в концтаборі, і Люсією, дівчиною-підлітком, яка була інтернована до табору через політичні зв'язки її батька із соціалістами, встановились садомазохістські стосунки. Макс знущався з Люсії, але водночас виступав її захисником.
У 1957 році Люсія, на той момент вже одружена з американським диригентом оркестру, знову випадково зустрічає Макса. Він працює нічним портьє в готелі у Відні та входить до групи колишніх офіцерів СС, які ретельно приховують своє минуле, знищуючи документи та усуваючи свідків своєї діяльності під час війни. Незабаром група має імітувати суд на Максом за його військові злочини. Лідер групи Ганс Фоглер звинувачує Макса в тому, що він хоче жити «сховавшись, як церковна миша». Макс хоче залишатися в тіні, але підтримує діяльність групи. Спогади про минуле часто переривають сьогодення Макса та Люсії, підводячи до думки, що Люсія змогла вижити завдяки своїм стосункам з Максом — в одній із таких сцен Люсія співає пісню Марлен Дітріх «Wenn ich mir was wünschen dürfte» («Якби я могла загадати бажання») табірним охоронцям, одягненим у частини форми СС, а Макс «нагороджує» її відрубаною головою в'язня, який знущався над нею, таким чином повторюючи біблійну сцену за участі Саломеї.
Оскільки Люсія потенційно могла б свідчити проти Макса в суді, саме її існування є загрозою для Макса. Він зустрічається з колишнім колабораціоністом Маріо, який знає, що Люсія все ще жива та вбиває його, щоб захистити свою таємницю. Після того як чоловік Люсії покидає місто у справах, Макс і Люсія відновлюють свій любовний зв'язок у квартирі Макса. Макс зізнається графині Штайн, яка гостювала у готелі, що він знову знайшов свою «маленьку дівчинку». Графиня каже йому, що він божевільний, а Макс відповідає, що вони обоє «в одному човні». Тим часом Фоглер, з допомогою підлітка, який працює в готелі, починає стежити за Максом .
Поліція допитує Макса щодо вбивства Маріо. Він проводить дні з Люсією у своїй квартирі, приковуючи її до стіни, щоб «її не могли забрати», і мало спить. Фоглер, який хоче, щоб Люсія свідчила проти Макса на імітаційному суді, відвідує її та повідомляє, що Макс хворий. Він припускає, що Люсія також хвора, якщо дозволяє так з собою поводитись, але вона відповідає, що їхні стосунки є добровільними.
Офіцери СС через те, що Макс приховує ключового свідка. Макс відмовляється проходити суд, називаючи його «фарсом», і зізнається, що працює нічним швейцаром через відчуття сорому вдень. Він повертається до Люсії та розповідає їй, що поліція допитувала його та інших працівників готелю через її зникнення, однак нема через що хвилюватись, бо на нього не падає жодна підозра. Згодом Макс кидає роботу та присвячує весь свій час Люсії. Офіцери СС унеможливили постачання їжі з сусіднього продуктового магазину. Макс вирішив забарикадувати двері до квартири, і вони з Люсією почали економити залишки їжі.
Макс шукає допомоги та телефонує одному зі своїх старих друзів в готелі, але він відмовляється. Потім він звернувся до сусідки, але Адольф, хлопець, який раніше шпигував за Максом, не дозволяє їй надати допомогу. Макс знову повертається до квартири, де Люсія майже непритомна від недоїдання. Після того, як один із есесівців відімкнув електропостачання в квартирі Макса, Макс, одягнений в нацистську форму, та Люсія, одягнена в негліже, схоже на те, що вона носила в концтаборі, залишають будівлю та їдуть геть. Незабаром за ними їде машина з колишніми колегами Макса. На світанку Макс паркує свою машину на мосту, і вони з Люсією починають йти тротуаром. Лунають два постріли, і закохані падають мертвими.

## У ролях
- Дірк Богард — Максиміліан Тео Альдорфер
- Шарлотта Ремплінг — Люсія
- Філіпп Леруа — Клаус
- Габріеле Ферцетті — Ганс Фоглер
- Джузеппе Аддоббаті — Штумм
- Іза Міранда — графиня Штайн
- Ніно Біньяміні — Адольф
- Маріно Масе — Атертон
- Амедео Амодіо — Берт
- П'єро Віда — Дей Портер
- Джеффрі Коплстон — Курт
- Манфред Фрейбергер — Добсон
- Уго Кардеа — Маріо
- Хільда Гюнтер — Грета
- Нора Річчі — сусідка
- П'єро Маззінгі — консьєрж
- Кай-Зігфрід Зефельд — Якоб

## Виробництво
Зйомки проходили у Відні та на Cinecitta Studios у Римі . Серед локацій фільму — Віденська народна опера, будівлі Linke Wienzeile, Дім Моцарта, Центральне кладовище Відня, Карл-Маркс-Гоф і палац Шенбрунн. Сцени в концтаборі знімали в римському районі Тусколано. Костюми для фільму розробив п'ятиразовий номінант на «Оскар» П'єро Тосі.

### Нагороди та номінації
На премії «Срібна стрічка» 1975 року фільм був номінований у двох категоріях: найкращий режисер (Ліліана Кавані) та найкращий сценарій (Кавані та Італо Москаті), але не переміг у жодній категорії.